# Ingrid Juveneton
Ingrid Juveneton est une actrice française née le 25 novembre 1993.

## Biographie
Ingrid Juveneton est une jeune actrice française. Elle débute en 2003 et fait des petites apparitions dans les séries télévisées Diane, femme flic, Ambre a disparu, Père et maire, La Dame d'Izieu et Sauvons les apparences. Mais c'est en 2013 qu'elle se fera réellement connaître du grand public grâce à la série TV de TF1 Pep's, pour son rôle de Delphine Bresson. En 2016, elle décroche un rôle secondaire dans la série La Vengeance aux yeux clairs.

## Filmographie

### Cinéma
- 2003 : Jeux d'enfants de Yann Samuell : Sylvie

### Télévision
- 2003 : Diane, femme flic - épisode - La dette de Marc Angelo : Zoé
- 2004 : Ambre a disparu de Denys Granier Deferre : Daphné
- 2006 : Père et maire - épisode : Retour de flammes de Gilles Behat : Paola
- 2007 : La Dame d'Izieu de Alain Wermus : Mina
- 2008 : Sauvons les apparences ! de Nicole Borgeat : Clothilde
- 2013-2015 : Pep's : Delphine Bresson
- 2016 : La Vengeance aux yeux clairs
- 2017 : Munch : Karine Marchal
- 2017 : La Vengeance aux yeux clairs : Rose Lefèvre
- 2018 : En famille, saison 7 : l'amie de Chloé et petite amie d'Antoine
- 2021 : Astrid et Raphaëlle, saison 2, épisode 4 : Pauline Fauvelle

### Clip
- 2017 : Avant - Nusky